# Humle (plante)
Humle (Humulus lupulus) er en slyngende urt med op til 6 meter lange ru stængler. Humle vokser i Danmark som forvildet i ellesumpe og skovbryn.
Hunblomsterne sidder i kogleagtige stande ("humlekopper"), der er tæt besat med duftende lupulinkirtler. Humlen har været anvendt som krydderi til gærede drikke i mange århundreder. Helt tilbage i middelalderen anvendtes humle i brygningen af mjød.

## Beskrivelse
Humle er en lian med hurtig, urteagtig vækstform. Barken er først grøn (sjældnere: rød), senere gråbrun. Skuddene er tæt besat med fine kroge, som planten hager sig fast med. Knopperne er lysegrønne og sidder modsat.
Bladene er håndlappede eller fligede med takket kant. Begge sider er lysegrønne og meget ru. Planten har han- og hunblomster på forskellige individer. Hanblomsterne sidder som gulgrønne toppe i skudspidsen, mens hunblomsterne sidder i kogleagtige stande ("humlekopper"), der er tæt besat med lupulinkirtler, som giver duften. Frugterne modner i Danmark under gode vækstbetingelser. Rodnettet består af en rigt forgrenet jordstængel med mange, fine siderødder. Højde x bredde og årlig tilvækst: 6 x ? m (600 x ? cm/år).

### Voksested
Planten vokser vildt i Mellemeuropas løvskove. Den er forvildet hist og her i Danmark. Begge steder gror den i ellesumpe, skovbryn og lysninger på fugtig, kvælstofrig bund.

## Dyrkning af humle
Humle dyrkes flere steder i verden, normalt mellem breddegraderne 35-55 på både den nordlige og sydlige halvkugle. De største og vigtigste humleområder ligger i Bøhmen, Sydtyskland, det sydlige England, det nordvestlige USA, Slovenien, det sydlige Belgien, det nordlige Frankrig og i området omkring Lublin i Polen. Også i New Zealand og på Tasmanien dyrkes humlen. Der skal minimum være 13 dagstimer, for at humlen vokser, og når der er 15-16 dagstimer, fortsætter den med at vokse, indtil antallet af dagstimer falder, hvorefter den begynder at blomstre. Når humlen dyrkes kommercielt, betinges dyrkningen af:
- Varme somre og kolde vintre.
- Frugtbar jord.
- Vand.
- Ingen skadedyr og sygdomme.
- Ændringerne i antallet af lystimer i døgnet.

Ved dyrkning af humle bruges wirer til at støtte planten. En wire udspændes vandret over planterne, og derfra er der wirere, som løber lodret ned. Planten vokser op ad den lodrette wire, og de skud som er ønsket, bliver ledt til at vokse med uret rundt om denne. Humle plages af løv, som her bliver fjernet op til en meters højde enten kemisk eller med græssende får i lande som Australien og New Zealand.

### Høstning, tørring og pakning
Høstningen af humlen sker i sensommeren. Humlen skæres i cirka en meters højde, hvorefter den separeres fra den øvre wire. Når humlen er høstet, transporteres den til procesanlægget, hvor den hænges med stænglen opad for at eksponere humlekornene, der plukkes maskinelt. Når blomsterne er høstet, tørres de. De to mest anvendte tørremetoder er dyb-leje-tørring og faldende-leje-tørring. For begge metoder gælder, at de er udviklet med henblik på at bevare α-syrekoncentrationen.
Ved dyb-leje-tørring køres blomsterne ind på et gulv af trådnet med et rum under. Der blæses opvarmet luft op gennem trådnetsgulvet, hvorved blomsterne tørres. Ved denne metode kan humleblomsterne ligge i op til en meters højde, og efter 8-12 timers tørring her overføres de til en hal og presses til baller.
Ved faldende-leje-tørring tørres blomsterne i et tårn eller en silo inddelt i op til fem etager og med en blæser i bunden. Blomsterne fødes til den øverste etage. Etagerne er opbygget af perforede metalplader, der tillader luft at passere, men tilbageholder blomsterne. Pladerne vipper, hvorved blomsterne risler ned gennem tårnet. Tørringen tager 6-8 timer. Blomsterne bliver kørt på flere transportbånd, hvor de gennemblæses med varm luft.

## Humlens smagsstoffer
Humle indeholder en række smagsstoffer, herunder terpener, svovlholdige stoffer og glykosider, der forekommer i højere koncentrationer i kornene end i blomsterne.
Humlens indehold af resin og lupulin giver den bitre smag. Yderligere indeholder humle mere end 300 forskellige æteriske olier. Olierne giver de citrusagtige, blomstrede og krydrede aromatiske nuancer. Blandt de over 300 forskellige olier er det kun fire, der har afgørende indflydelse på øllets aroma og som især giver smag: myrcen, caryofellen, farnesen og humulen.

### Olier
Blomsterne indeholder en række essentielle olier, som har en aromatisk effekt på øllet. Sammensætningen og koncentrationen af olierne i humlen afhænger af humlesorten samt vækstbetingelser og opbevaring. Indholdet af olier ligger mellem 0,4-2,5 milliliter pr. 100 gram humle. Terpener er ikke-forsæbbare lipider, der både forekommer som lineære og cykliske molekyler. De seks terpener, som humlen indeholder i de højeste koncentrationer, er:
- Myrcen
- α-humulen
- β-caryophyllen
- β-farnesen
- α-selinen
- β-selinen

Terpenerne udgør omkring 90 % af olierne i frisk humle. Heraf udgør myrcen, α-humulen og β-caryophyllen op mod 80 % af olierne. Terpenerne er tungtopløselige i vand, og majoriteten koges af eller skylles ud under fermenteringen. Humlesmagen i øl kan tilskrives en række terpener. Stofferne forekommer i lave koncentrationer i øllet og har en sensorisk grænseværdi på få parts per billion (ppb).

### Svovlholdige stoffer
Humle, der sprøjtes med svamepebekæmpelsesmidler, indeholder en række svovlholdige stoffer, der giver en uønsket smag og lugt til øllet, hvoraf de hyppigst forekommende er:
- Dimethyldisulfid (DMDS)
- Dimethyltrisulfid (DMTS)
- Methanthiol

### Glykosider
Humle indeholder en række glykosider. Flere studier har påvist, at en del af humlesmagen stammer fra hydrolyserede derivater af glykosider, der efterfølgende reagerer med en række organiske forbindelser i urten, herunder linalool. Disse reaktioner er ikke fuldt forstået.

### Voks og fedt
Humlekornene indeholder voks og fedtsyrer bestående af steroler og lange karbonkæder. Humlefrø indeholder faste olier, som kan give en harsk bismag. Af den grund anvendes der ofte humle uden frø.

### Flavonoider
Flavonoider er naturligt forekommende stoffer, der giver farve og typisk en bitter smag. De af af humlens flavonoider, som findes i de højeste koncentrationer, er:
- Xanthohumol
- Isoxanthohumol
- Hopein
- Desmethylxanthohumol

Xanthohumol giver den gule farve, der er i humlekornene, og er det flavonoid, der findes i højest koncentration i humlen og udgør op til 1,5 % af den totale tørvægt. Stoffet er tungtopløseligt i vand og kan ikke ekstraheres ved superkritisk ekstraktion. Til gengæld har xanthohumol en høj opløselighed i ethanol. Under kogningen bliver xanthohumol isomeriseret til isoxanthohumol. Indholdet af de to stoffer vil i øllet henholdsvis være omkring 3 og 1 parts per million (ppm). Ved late hopping vil der være en større mængde xanthohumol i humlen. Hopeinen, 8-prenylnaringenin, findes i lave koncentrationer i frisk humle og dannes ikke enzymatisk, men derimod langsomt ved isomerisering af desmethylxanthohumol.

### α- og β-syrer
α- og β-syrer, der også kaldet humuloner og lupuloner, er en række naturligt forekommende bitterstoffer i humleplanten. Stofferne bidrager med en stor del af humlens bitre smag.

### Bitterstoffer i en række humlesorter
I tabellen herunder fremgår koncentrationen af α-, β-syrer samt humleolier i en række humlesorter. Alle værdier er angivet i %m.
| Humlens navn               | Oprindelsesland | α-syre | β-syre | Humleolier |
| -------------------------- | --------------- | ------ | ------ | ---------- |
| Aroma-humle                | ~               | ~      | ~      | ~          |
| Golding                    | England         | 5.5    | 2.5    | 0.7        |
| Fuggle                     | England         | 4.5    | 3.7    | 0.6        |
| Progress                   | England         | 6.0    | 2.3    | 0.6        |
| Whitbread Golding variety  | England         | 6.0    | 2.7    | 1.0        |
| Hersbrucker                | Tyskland        | 4.2    | 7.0    | 0.8        |
| Tettnang                   | Tyskland        | 4.0    | 6.0    | 0.8        |
| Spalt                      | Tyskland        | 4.0    | 7.0    | 0.8        |
| Hallertau                  | Tyskland        | 4.5    | 6.0    | 0.8        |
| Willamette                 | USA             | 6.0    | 4.0    | 1.0-1.5    |
| Cascade                    | USA             | 6.0    | 5.0    | 1.0        |
| Mount Hood                 | USA             | 5.0    | 4.0    | 1.0        |
| Strisselspalt              | Frankrig        | 4.5    | 2.0    | 0.7        |
| British Columbian Bramling | Canada          | 5.0    | 2.3    | 0.7        |
| Styrian Golding            | Slovenien       | 5.0    | 2.6    | 0.8        |
| Saaz                       | Kroatien        | 3.0    | 7.0    | 1.0        |
| Lublin                     | Polen           | 5.0    | 1.3    | 1.0        |
| N.Z. Hallertau             | New Zealand     | 7.5    | 6.0    | 1.0        |
| α-humle                    | ~               | ~      | ~      | ~          |
| Target                     | England         | 10.5   | 5.2    | 1.3        |
| Yeoman                     | England         | 10.5   | 5.1    | 0.8        |
| Omega                      | England         | 8.0    | 3.5    | 1.0        |
| Northern Brewer            | Tyskland        | 8.0    | 7.0    | 1.6        |
| Brewers' Gold              | Tyskland        | 6.5    | 6.5    | 1.4        |
| Rekord                     | Belgien         | 6.0    | 6.0    | 1.0        |
| Galena                     | USA             | 13.0   | 8.0    | 1.2        |
| Nugget                     | USA             | 13.0   | 5.0    | 2.0        |
| Glusters                   | USA             | 7.0    | 5.0    | 0.5        |
| Pride of Ringwood          | Australien      | 9.0    | 1.7    | 2.0        |
| Super Styrian              | Slovenien       | 8.5    | 2.2    | 1.0        |
| Green Bullet               | New Zealand     | 10.0   | 7.8    | 1.3        |
| Pacific Gem                | New Zealand     | 12.0   | 9.2    | 1.8        |
| Blandet                    | ~               | ~      | ~      | ~          |
| Northdown (seeded)         | England         | 8.0    | 6.0    | 1.0        |
| Northdown (seedless)       | England         | 10.0   | 6.6    | 2.0        |
| Challenger (seeded)        | England         | 7.0    | 3.9    | 0.8        |
| Challenger (seedless)      | England         | 9.0    | 4.5    | 1.3        |
| Perle                      | Tyskland        | 6.5    | 8.0    | 1.0        |
| HŸller                     | Tyskland        | 5.5    | 6.0    | 1.0        |
| Centemnial                 | USA             | 10.0   | 5.0    | 1.5        |
| Chinook                    | USA             | 13.0   | 3.0    | 2.0        |